# Olav Duun
Olav Duun (właśc. Ole Julius Raabye, ur. 21 listopada 1876 w Fosnes, zm. 13 września 1939 w Botne w Vestfold) – norweski pisarz.

## Życiorys
Urodził się w rodzinie rolnika i rybaka. Początkowo był poganiaczem bydła i rybakiem, później (całe życie), po ukończeniu seminarium nauczycielskiego, nauczycielem wiejskim, m.in. w Holmestrand.
W swojej twórczości analizował psychologiczne i duchowe cechy życia chłopów. Pisał powieści i nowele z życia rybaków i rolników. Jego głównym dziełem jest cykl powieściowy o rozwoju społeczno-kulturalnym norweskich chłopów Juvikfolke (Ludzie z rodu Juvik, t. 1-6, 1918-1923), opisujący dzieje kilku pokoleń rodziny w zmieniającej się rzeczywistości w latach 1814-1920. Napisał również powieści Bracia z Olsøya (1927, wyd. pol. 1969), trylogię Ragnhilda (księga 1-3 1927-33, wyd. pol. 1973), oraz Ludzie i żywioły (1938, wyd. pol. 1973). Pisał o wsi norweskiej, o przemianach patriarchalnej obyczajowości, postępującej kapitalizacji prowincji, walce z dziką przyrodą i poszukiwaniu solidarności i miłości w trudnych warunkach. Jego metoda pisarska była skrzyżowaniem opisowego, tradycyjnego realizmu ze skandynawską narracją sag oraz elementami psychologicznymi. Starał się poznać motywy kierujące opisywanymi bohaterami. Precyzyjnie śledził kształtowanie się tych motywów, a także uczuć poszczególnych postaci.